# Prima Divisione Tridentina 1949-1950
La Prima Divisione fu il massimo campionato regionale di calcio disputato in Trentino-Alto Adige nella stagione 1949-1950.
Lega Regionale Venezia Tridentina, Trento.

## Squadre partecipanti
| Squadra              | Città (provincia)      | Stagione precedente |
| -------------------- | ---------------------- | ------------------- |
| S.S. Olivo           | Arco (TN)              |                     |
| S.S. Benacense       | Riva del Garda (TN)    |                     |
| F.C. Bressanone      | Bressanone (BZ)        |                     |
| I.N.A.               | Mori (TN)              |                     |
| U.S. La Quercia      | Rovereto (TN)          |                     |
| G.S. Lancia          | Bolzano                |                     |
| Merano Sportiva      | Merano (BZ)            |                     |
| C.R.A.L. Montecatini | Merano-Sinigo (BZ)     |                     |
| A.S. Perginese       | Pergine Valsugana (TN) |                     |
| G.S. S.A.I.T.        | Trento                 |                     |

## Classifica
|  | Pos. | Squadra        | Pt | G  | V  | N | P  | GF | GS | DR  |
|  | ---- | -------------- | -- | -- | -- | - | -- | -- | -- | --- |
|  | 1.   | Lancia         | 28 | 18 | 13 | 2 | 3  | 56 | 24 | +32 |
|  | 2.   | Merano         | 27 | 18 | 12 | 3 | 3  | 50 | 22 | +28 |
|  | 3.   | Benacense 1905 | 22 | 18 | 9  | 4 | 5  | 41 | 26 | +15 |
|  | 4.   | Montecatini    | 21 | 18 | 10 | 1 | 7  | 37 | 25 | +12 |
|  | 5.   | Olivo          | 17 | 18 | 7  | 3 | 8  | 30 | 34 | -4  |
|  | 6.   | Perginese      | 16 | 18 | 7  | 2 | 9  | 28 | 44 | -16 |
|  | 7.   | I.N.A.         | 16 | 18 | 6  | 4 | 8  | 31 | 43 | -12 |
|  | 8.   | Bressanone     | 15 | 18 | 7  | 1 | 10 | 22 | 29 | -7  |
|  | 9.   | S.A.I.T.       | 11 | 18 | 4  | 3 | 11 | 20 | 43 | -23 |
|  | 10.  | La Quercia     | 7  | 18 | 2  | 3 | 13 | 19 | 44 | -25 |

Legenda:

      Promosso in Promozione 1950-1951.
Regolamento:
Due punti a vittoria, uno a pareggio, zero a sconfitta.
Verdetti
- Lancia campione Tridentino di Prima Divisione e promosso in Promozione 1950-1951.